# Epirinus scrobiculatus
Epirinus scrobiculatus är en skalbaggsart som beskrevs av Edgar von Harold 1880. Epirinus scrobiculatus ingår i släktet Epirinus och familjen bladhorningar. Inga underarter finns listade i Catalogue of Life.